# 27758 Michelson
27758 Michelson è un asteroide della fascia principale. Scoperto nel 1991, presenta un'orbita caratterizzata da un semiasse maggiore pari a 3,0282997 UA e da un'eccentricità di 0,0965554, inclinata di 8,68596° rispetto all'eclittica.
Dal 1º novembre 2001 al 30 dicembre 2001, quando 29463 Benjaminpeirce ricevette la denominazione ufficiale, è stato l'asteroide denominato con il più alto numero ordinale. Prima della sua denominazione, il primato era di 26401 Sobotište.
L'asteroide è dedicato al fisico statunitense Albert Abraham Michelson.